# Bakewell Castle

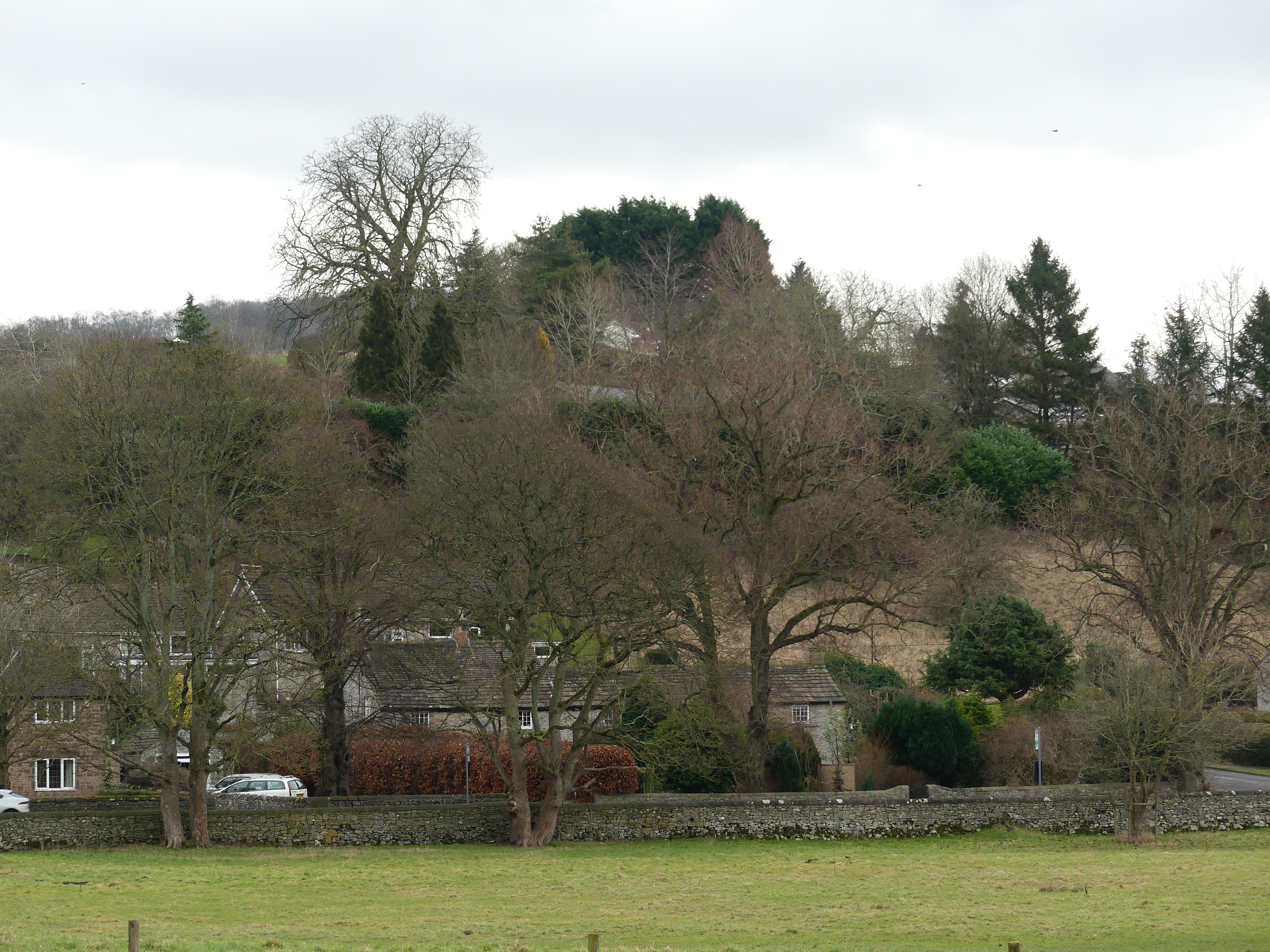
Bakewell Castle

Bakewell Castle ist eine abgegangene Burg in der Stadt Bakewell in der englischen Grafschaft Derbyshire. Die Motte wurde im 12. Jahrhundert errichtet. In der Folge des englischen Bürgerkrieges wurde sie bis auf die Grundmauern abgerissen. Heute sind nur noch Erdwerke erhalten. Die Anlage gilt als Scheduled Monument.